# Cortez Kennedy
Cortez Kennedy (Osceola, Arkansas, 1968. augusztus 23. – Orlando, Florida, 2017. május 23.) amerikai amerikaifutball-játékos.

## Pályafutása
1990 és 2000 között a Seattle Seahawks játékosa volt. Nyolc alkalommal vett részt a Pro Bowl-mérkőzéseken. 1992-ben az NFL legjobb védő játékosának választották.

## Sikerei, díjai
- Pro Bowl: 8× (1991–1996, 1998, 1999)
- Seattle Seahawks Ring of Honor